# Elisha Muroiwa
Elisha Muroiwa (Glen View, 28 de janeiro de 1989) é um futebolista profissional zimbabuano que atua como defensor.

## Carreira
Elisha Muroiwa representou o elenco da Seleção Zimbabuense de Futebol no Campeonato Africano das Nações de 2017.